# Tagesgeldkonto
Ein Tagesgeldkonto ist im Bankwesen ein verzinstes Konto ohne festgelegte Laufzeit, das ausschließlich der Geldanlage dient und über dessen Guthaben der Kontoinhaber täglich in beliebiger Höhe verfügen kann.

## Allgemeines
Tagesgeldkonten sind wie Sichteinlagen täglich fällig, dienen aber im Gegensatz zu Sichteinlagen ausschließlich der Geldanlage und werden stets verzinst. Habenzinsen werden in bestimmten Zeitabständen gutgeschrieben (Quartalsende oder Jahresultimo), die Höhe des Zinssatzes ist – im Gegensatz zu einer Festgeldanlage – nicht für einen bestimmten Zeitraum festgeschrieben, vielmehr verändert er sich als variabler Zins aufgrund der aktuellen Marktentwicklung. Das Konto wird als reines Guthabenkonto geführt und kann nicht überzogen werden. Auch ist es nicht für den allgemeinen Zahlungsverkehr vorgesehen.

## Zinsen
Der bei einem Tagesgeldkonto angegebene Zinssatz bezieht sich üblicherweise auf ein Jahr (lateinisch pro anno, per annum, abgekürzt p. a.). Je nach Anbieter werden die Zinsen in unterschiedlichen Zeitintervallen gutgeschrieben: monatlich, quartalsweise oder jährlich. Je kürzer diese Intervalle sind, umso mehr macht sich der Zinseszins-Effekt bemerkbar. Bei niedrigem Zinsniveau ist dieser Effekt jedoch vernachlässigbar.
Naturgemäß hängt die Höhe der Tagesgeldzinsen vom Leitzins (genauer: dem Hauptrefinanzierungssatz) der europäischen Zentralbank ab.
Die Verzinsung eines Tagesgeldkontos ist in der Regel deutlich höher als etwa die eines klassischen Sparbuchs. Dies liegt zum einen daran, dass viele Tagesgeldkonten ausschließlich als Online-Konto angeboten werden und dadurch die Verwaltungskosten sinken, die dann in Form von höheren Zinsen an den Kunden weitergegeben werden können. Zum anderen kann als Ursache das offensive Marketing vieler Kreditinstitute benannt werden, die versuchen, mit (zumindest zeitweise) günstigen Tagesgeldkonditionen neue Kunden zu gewinnen. Mitunter kann ein Tagesgeldkonto auch nur zusammen mit einem Girokonto und/oder einem Depotkonto eröffnet werden.
Zinsänderungen
Die Höhe des Zinssatzes darf die Bank täglich ändern (Zinsgleitklausel). Dadurch unterscheidet sich ein Tagesgeldkonto etwa von einer Festgeldanlage, die den Zins für einen bestimmten Zeitraum festschreibt. Die Möglichkeit, täglich über sein Geld verfügen zu können, erkauft sich der Kunde durch den Verzicht auf einen garantierten Zinssatz.
Vereinzelt garantieren Banken Neukunden einen festgelegten Zinssatz für eine gewisse Zeit (meist drei bis zwölf Monate). Nach Ablauf der Garantiezusage wird das Guthaben zu dem dann üblichen Zinssatz verzinst.

## Verfügbarkeit
Über das Guthaben auf einem Tagesgeldkonto kann täglich verfügt werden. Das bedeutet, dass ein Teil oder auch das gesamte Guthaben an jedem Bankarbeitstag überwiesen werden kann.
Oft ist eine Überweisung nur auf ein zuvor angegebenes Referenzkonto (meist das Girokonto) möglich. Die Laufzeiten für elektronisch eingereichte Überweisungen sind gesetzlich festgelegt und müssen den Zahlungsempfänger innerhalb eines Geschäftstages erreichen. Erst danach kann der Betrag z. B. abgehoben oder überwiesen werden.
Vereinzelt sind auch Angebote von Instituten anzutreffen, die ein Tagesgeldkonto mit einer Bankkarte (Cirrus von Mastercard oder Visa PLUS) ausstatten: Mit dieser kann dann an einem Geldautomaten über das Guthaben verfügt werden. Eine Bezahl-Funktion ähnlich wie bei einer Girocard (früher EC-Karte) wird aber auch hier ausgeschlossen.

## Kündigungsfristen
Kündigungsfristen existieren bei Tagesgeldkonten definitionsgemäß nicht.
Vereinzelt benutzen Institute den Begriff „Tagesgeld“ in Verbindung mit Produkten, die eigentlich gar keine Tagesgeldkonten sind, sondern vielmehr moderne Sparbücher darstellen: Vor allem Direktbanken bieten Sparbücher an, die ähnlich wie Tagesgeldkonten hohe Zinsen bieten, über deren Guthaben allerdings wie bei einem klassischen Sparbuch nur in einem definierten Rahmen täglich verfügt werden kann. Wird dieser überschritten, fallen dann Vorschusszinsen an.

## Steuerfreibetrag
Kapitalerträge, also auch die Zinsen eines Tagesgeldkontos, müssen versteuert werden. Die Abgeltungssteuer beträgt 25 %, zusätzlich dazu fällt noch der Solidaritätszuschlag und ggf. auch die Kirchensteuer an. Durch einen Freistellungsauftrag kann man die Bank für Erträge bis zu einer gewissen Höhe von der sonst automatisch erfolgenden Zahlung der Abgeltungssteuer freistellen. Dadurch können geringfügig höhere Erträge erwirtschaftet werden, da nicht ein Teil der Zinsen für eine Zeitlang beim Finanzamt bis zur Steuerrückerstattung „ruht“, sondern sofort weiter verzinst wird.

## Einlagensicherung
Wie sämtliche Bankguthaben unterliegen auch Tagesgeldkonten bei deutschen Kreditinstituten mindestens der gesetzlichen Einlagensicherung und häufig darüber hinaus der freiwilligen Einlagensicherung einzelner Bankenverbände. Nach § 4 Abs. 2 Nr. 1 Einlagensicherungs- und Anlegerentschädigungsgesetz (EAEG) sind Einlagen bis zur Höhe von 100.000 € gesichert, die im Entschädigungsfall ausgezahlt werden, wenn ein Kreditinstitut nach § 5 EAEG nicht in der Lage ist, Einlagen zurückzuzahlen. Einlagen im Sinne des EAEG sind (vereinfacht ausgedrückt) Guthaben bei Kreditinstituten, die sich im Rahmen der Geschäftstätigkeit des Instituts ergeben und von diesem aufgrund gesetzlicher oder vertraglicher Bestimmungen zurückzuzahlen sind. Dazu zählen auch Forderungen, die das Institut durch Ausstellung einer Urkunde verbrieft hat, jedoch nicht Inhaber- und Orderschuldverschreibungen. Von dieser Bestimmung werden mithin auch Sicht- und Tagesgeldeinlagen erfasst. Neben dieser gesetzlichen Einlagensicherung besteht bei den einzelnen Bankenverbänden noch eine zusätzliche, über diesen Betrag hinausgehende Einlagensicherung. Die Kreditinstitute sind rechtlich verpflichtet, über Art und Höhe der Einlagensicherung Auskunft zu geben, wenn ihre Kunden ein besonderes Interesse an der Nominalsicherheit einer Geldanlage offenbaren.
Da Einlagen auf Tagesgeldkonten der Einlagensicherung unterliegen, sind sie mündelsicher gemäß § 1807 BGB. In der EU beträgt die gesetzlich vorgeschriebene Einlagensicherungsgrenze seit dem 30. Juni 2009 100 % der Einlagensumme, maximal jedoch 100.000 €.
Über die gesetzlichen Mindestanforderungen hinaus bieten Banken in vielen Ländern weitere Sicherungen an. In Deutschland sind dies die Einlagensicherungsfonds der jeweiligen Bankenverbände, die weit über die gesetzlichen Anforderungen hinaus die Einlagen der Kunden schützen. Einen Rechtsanspruch auf Entschädigung haben Bankkunden allerdings nicht, wodurch die Sicherung günstiger und einfacher gestaltet werden kann (ansonsten wäre es eine Versicherung mit strengeren und kostenintensiveren Regelungen).

## Vergleich zu anderen Privatkonten
Das Tagesgeldkonto unterscheidet sich zu anderen Konten für Privatpersonen in einigen Punkten:
- Ein Festgeldkonto ist meist nur zu einem bestimmten Termin kündbar, andernfalls droht ggf. ein Zinsabschlag. Dafür bietet es aber u. U. eine höhere Verzinsung.
- Ein Sparbuch bzw. -konto hat typischerweise nur einen begrenzten monatlichen Verfügungsrahmen und muss mit einer Frist von typischerweise drei Monaten gekündigt werden, um über Guthaben zu verfügen, das darüber hinausgeht. Außerdem sind die Zinsen auf Sparbücher häufig geringer.
- Im Gegensatz zum Girokonto ist das Tagesgeldkonto zur Geldanlage und nicht zur Abwicklung des Zahlungsverkehrs gedacht. Überweisungen sind daher vorwiegend auf ein bestimmtes Referenzkonto (i. d. R. ein Girokonto) möglich, im Gegenzug bietet es mehr Zinsen als dieses.

## Auswirkungen auf die Geldmenge
Tagesgeldkonten besitzen keine Laufzeit und sind täglich fällig; sie gehören damit zu den Sichteinlagen der Geldmenge M1, die eine Teilmenge der Geldmenge M2 ist. Im Gegensatz dazu sind Sparbücher sogenannte Spareinlagen; das heißt, sie besitzen eine Kündigungsfrist von üblicherweise drei Monaten und zählen damit zur Geldmenge M2, aber nicht zur Geldmenge M1. Das Umschichten von Geldern von Sparbüchern auf Tagesgeldkonten bewirkt nur eine Veränderung der Geldmenge M1, die anderen Geldmengen M2 und M3 bleiben unbeeinflusst. Ein solcher Umschichtungsprozess hat damit keine Auswirkungen auf die Geldpolitik der Zentralbanken.